# 友爱部
友愛部或仁愛部（英語：Ministry of Love），新語為友部（英語：Miniluv），是英國作家喬治·奧威爾所著政治諷刺小說《一九八四》中的大洋國四大政府機構之一。根據書中的描述，友愛部是四個部門中最可怕的。友部的辦公大廈並沒有窗戶，而外界人士非公務因素就無法進入，即使進去亦有多重鐵絲網、鐵門、隱藏的機槍陣地，亦有警衛巡邏把守。房间的壁灯永远不会关闭，在小说前期称作“一个永远没有黑暗的地方”（“The place where there is no darkness”）。

## 主要職能
和其他部門一樣，友愛部處理的事務和部門名稱截然相反。友愛部負責對懷有犯罪思想者及對黨、老大哥不忠誠的人施以酷刑及洗腦，并維持人們對黨的信任，是大洋國維持政權的專政手段。思想警察亦是友爱部的一部分。但是另一方面，这个部门名称又极其精确，因为其宗旨是向有犯罪思想的犯人灌输对老大哥的爱。这是新语极其有代表性的一个特点，即一个词语可能同时存在两种完全相反的意思。

## 101室
101室是友爱部的刑讯室，犯人将到那里会体验自己最糟糕的噩梦实现。
|          | 你知道101室有什么，温斯顿。人人都知道101室有什么。101室有世界上最糟糕的东西。 |
| ——奥勃良 |                                                                               |

对于温斯顿·史密斯而言，他会被面前笼子的老鼠攻击。最终，他祈求让他的情人裘利亚代替他承受；这使奥勃良停止了对他的惩罚，也打破了他对裘利亚的承诺：永远不因冲动而背叛。后文提到裘利亚也体验到了她最糟糕的噩梦，当她在公园遇到温斯顿时，温斯顿看到她的额头上有一条伤疤。让温斯顿体验噩梦的目的并不是让他受刑，而是让他背叛他唯一真爱的人以挫其锐气。
101室发生的剧情不仅仅是本作的高潮，他意味着温斯顿追求自由的念头破碎了。奥威尔通过101室来暗示，一个拥有至高无上权力的国家能够通过运用惊恐来创造它所愿意看到的“现实”，即便是最基本的常识也可以被颠覆。
101室得名于英国广播公司播音馆内的会议室，奥威尔本人曾在那里参加乏味的会议。

### 文化影响
《一九八四》的普及导致“101室”在许多作品中提及。例如，桌上角色扮演游戏《魔法师：天人交战》中，许多专家政治联盟的成员都是曾被绑架并在臭名昭著的101室“操作”过（灌输思想）的魔法师。叛徒亦被送入101室遭受折磨。
在欧美，“101室”也成为糟糕事情发生地的代名词。英国广播公司拍摄的电视剧《101室》中，要求名人们罗列其生活中的怪癖，然后任凭主持人将其关在一个他们未曾见过的房间。2005年的英国电视剧《老大哥》中，会要求同居者到101室完成一些沉闷的任务，包括拣选出不同颜色的蛆。
在电影《駭客任務》，尼欧曾住在小公寓，即101室。在《駭客任務2：重装上阵》，当莫菲斯、尼欧和崔妮蒂第一次见梅罗文时数字“101”再次出现。
漫画《超人绅士团：黑色卷宗》的时间设定于“老大哥”的政府倒台后。一个叫吉米的间谍提到，友爱部事实上是英國安全局。101室（以及友爱部）的位置设定在佛贺交叉口，即今天军情六处所在地。
根据澳大利亚作家安娜·芳德的书《前东德国家安全武警的管辖区域：柏林墙背后的故事》，东德史塔西最后一任部长埃里希·梅尔克使史塔西总部的一楼为“零楼”，这样他办公室的房间号就成了“101室”。

### 紀念
当英国广播公司的一间可能是101室原型的房间拆除后，英国艺术家雷切尔·维利特为此制作了一个石膏模型。2003年11月至2004年6月间，该石膏模型在英国国立维多利亚与艾伯特博物馆的铸铁庭苑展示。